# Vedea (Argeș)
Vedea è un comune della Romania di 3 969 abitanti, ubicato nel distretto di Argeș, nella regione storica della Muntenia.
Il comune è formato dall'unione di 19 villaggi: Bădicea, Blejani, Burețești, Chirițești, Chițani, Ciurești, Dincani, Fata, Frătici, Izvoru de Jos, Izvoru de Sus, Lungani, Mogoșești, Prodani, Rățoi, Vața, Vârșești, Vedea e Vețișoara.